# Churszed Hasanow
Churszed Hasanow (tadż. Хуршед Ҳасанов; ur. 19 sierpnia 1973) – tadżycki bokser, olimpijczyk. 
Na igrzyskach olimpijskich w Atlancie (1996) wystąpił w zawodach wagi koguciej. W 1/16 finału pokonał na punkty Nigeryjczyka Kehindego Awedę. Odpadł w 1/8 finału po porażce na punkty z Węgrem Istvánem Kovácsem, który został mistrzem olimpijskim na tych igrzyskach. Na igrzyskach w Sydney (2000) nie wystartował w zawodach, jednak był chorążym reprezentacji podczas ceremonii otwarcia igrzysk.
Zdobył srebrny medal na mistrzostwach Azji w wadze koguciej z 1995 roku.